# Domino – A Story of Revenge
Domino – A Story of Revenge (Originaltitel Domino) ist ein dänischer Thriller des Regisseurs Brian De Palma, der am 31. Mai 2019 in den USA im Stream veröffentlicht wurde.

## Handlung
In einer vom Terror gezeichneten Welt sucht der Kopenhagener Polizist Christian nach Gerechtigkeit für den Mord an seinem Partner durch ein ISIS-Mitglied namens Imran. Auf der Jagd nach dem Mörder geraten Christian und ein anderer Polizist in ein Katz- und Maus-Spiel. Ein betrügerischer CIA-Agent benutzt Imran, um andere ISIS-Mitglieder zu fangen. Bald beginnt für Christian ein Wettlauf gegen die Zeit. Es geht nicht mehr nur um Rache, sondern auch um sein eigenes Leben.

## Rezeption
Benjamin Lee von The Guardian vergibt einen Punkt von fünf und kritisiert: Das Frustrierendste an Domino ist, wie unsichtbar De Palma geworden ist und ein müdes Drehbuch ohne wirklichen Elan oder gar Anstrengung auf die Leinwand gebracht hat, die Arbeit eines Mannes, der scheinbar aufgegeben hat.